# Hildegard von Marchtaler
Hildegard von Marchtaler (* 7. Mai 1897 in Hamburg; † 2. September 1995 ebenda) war eine deutsche Privatlehrerin und Genealogin.

## Leben

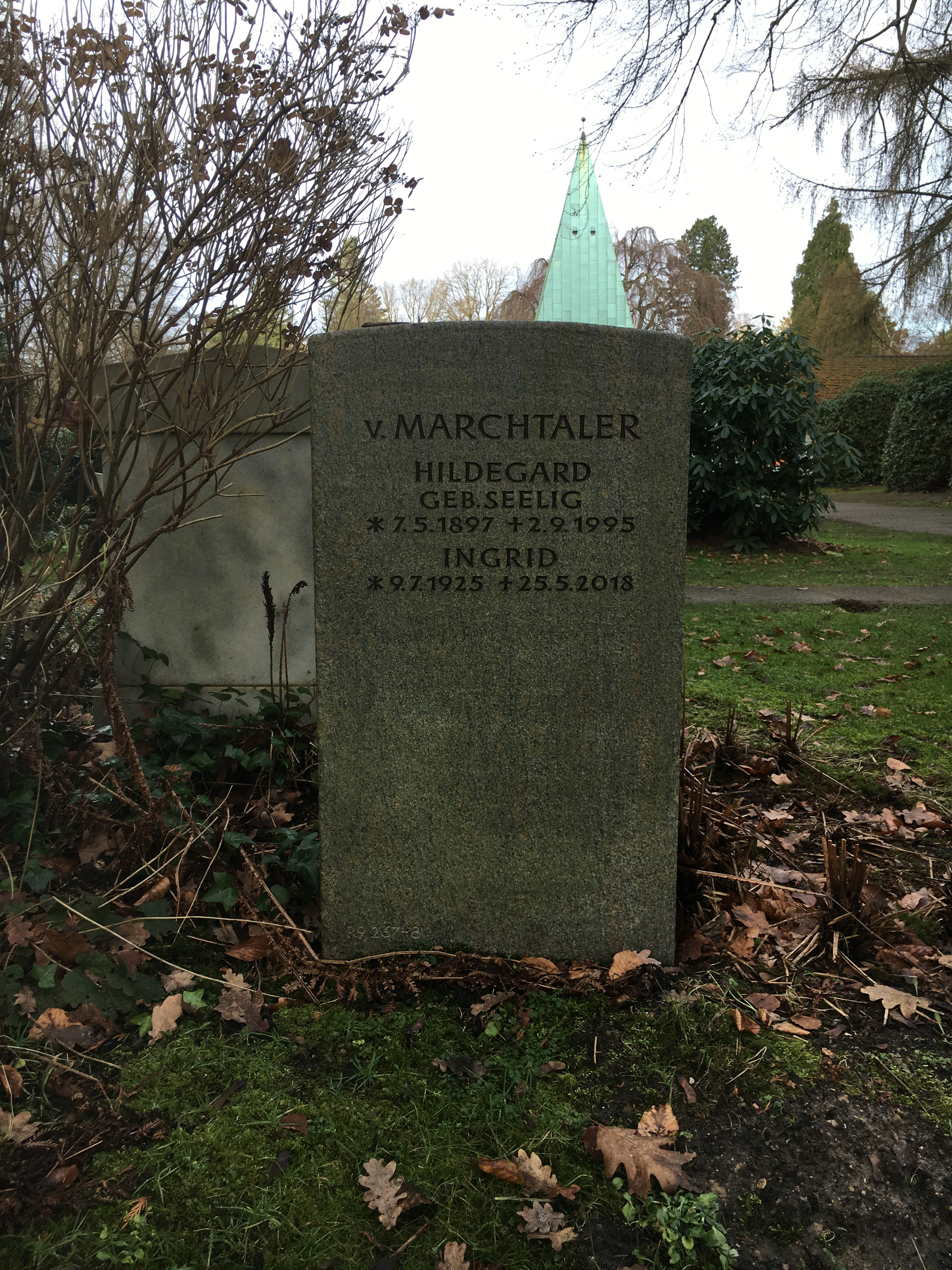
Grabstätte auf dem Ohlsdorfer Friedhof (im Hintergrund Kapelle 1)

Hildegard von Marchtaler kam als Tochter von Geert Seelig und dessen Ehefrau Olga Elisabeth, geb. Cramer (1876–1971) zur Welt. 1915 legte sie ein humanistisches Abitur am Wilhelm-Gymnasium ab, an dem sie als Externe eingeschrieben war. Anschließend studierte sie Geschichte und Kunstgeschichte an der Universität Marburg, Universität Würzburg und der Universität München. Sie heiratete in Heilbronn Kurt von Marchtaler, der später als Genealoge und Privatlehrer arbeitete. Das 1928 geschiedene Ehepaar hatte zwei Kinder.
Hildegard von Marchtaler zog nach der Scheidung gemeinsam mit den Kindern in das Haus ihrer Eltern nach Hamburg. Sie starb im hohen Alter von 98 Jahren und wurde auf dem Friedhof Ohlsdorf beigesetzt.

## Werke
Hildegard von Marchtaler beschäftigte sich nach ihrer Rückkehr in ihre Geburtsstadt mit den Geschichten von Familien und Unternehmen. Dazu gehörten die Familien Sauber, Sloman und Gayen oder die Stülcken-Werft. Sie schrieb das Buch Aus Alt-Hamburger Senatorenhäusern, das in mehrfacher Auflage erschien. Der Verein für Hamburgische Geschichte veröffentlichte es als Band XVI seiner Veröffentlichungen.
Hildegard von Marchtaler interessierte sich insbesondere für Genealogie. Für die Erbebücher des Hamburger Staatsarchivs fertigte sie die Stammtafeln. Außerdem gab sie die Bände 9 bis 12 des Hamburger Geschlechterbuches als Ausgaben des Deutschen Geschlechterbuches heraus, die sich ausschließlich Hamburger Familien widmen. Zudem schrieb sie viele Einzelveröffentlichungen.

## Ehrungen
Hildegard von Marchtaler war korrespondierendes bzw. Ehrenmitglied des Herold und der Genealogischen Gesellschaft Hamburg. Als Ehrenmitglied des Vereins für Hamburgische Geschichte erhielt sie die Lappenberg-Medaille.